# Christiane Gredigk
Christiane Gredigk (* 15. Juli 1982) ist eine frühere deutsche Crosslauf-Sommerbiathletin.
Christiane Gredigk nahm zunächst an den Junioren-Wettbewerben der Sommerbiathlon-Weltmeisterschaften 2000 in Chanty-Mansijsk teil und erreichte dort die Plätze neun im Sprint und zehn in der Verfolgung. Mit Claudia Welscher, Dörte Krüger und Stefanie Glöckner belegte sie danach Rang vier im Staffelrennen der Frauen.